# جواهر (ممثلة)
جواهر (4 نوفمبر 1977 - 1 نوفمبر 2023)، ممثلة كويتية.

## مشوارها الفني
بدأت جواهر التمثيل في عام 1990 حينما ظهرت في مسرحية الأطفال «الخفاش» وكانت حينها في سن صغيرة فلم تستطع أكمال مشوارها بالتمثيل بسبب الدراسة. في عام 1996 ظهرت كموديل في فيديو كليب «كنت أحبه» للمغني خالد بن حسين، ومنها عادت للتمثيل وشاركت في أربع مسلسلات دفعة واحدة بعام 1997 لكنها بعد ذلك تراجعت وقررت الأعتزال لدوافع لم تكشف عنها. وفي عام 2003 عادت للتمثيل مرة أخرى بقوة حيث قدمت خمس مسلسلات في موسم واحد، وقدمت ايضًا فيه واحد من أشهر أدوارها هو «شمس» في مسلسل يوم آخر. ومنها استمرت حتى عام 2005 حيث أعلنت الأعتزال للمرة الثانية وقيل أن اعتزالها كان بسبب الضغوطات التي واجهتها. لكنها عادت للتمثيل بعد غياب استمر خمس سنوات وذلك بعام 2010 وقدمت عدة أعمال تلفزيونية كوميدية ودرامية، إلى عام 2018 حيث توقفت ولكن هذه المرة بسبب إصابتها بالسرطان.

### حياتها الأسرية
اسمها الحقيقي منال مسفر هجاج مسفر. تزوجت مرتين لكنها انفصلت عنهما، لديها ثلاثة أبناء هم مريم ويعقوب ومنى.

### إصابتها بمرض السرطان
في فبراير 2020 أعلنت عن إصابتها بالسرطان. وفي 1 نوفمبر 2023 توفيت عن ستةٍ وأربعين عاماً.

## أعمالها

### من المسلسلات
| العام | اسم المسلسل                      | الكاتب              | المخرج            | بمشاركة                                       | الدولة   |
| 1997  | ليالي محترقة - سهرة تلفزيونية    | فلاح الشمري         | حسين المفيدي      | جمال الردهان, جاسم النبهان, هدى حمادة         | الكويت   |
| 1997  | عندما تشتعل الثلوج               | حمد بدر             | حسين المفيدي      | مريم الصالح, علي المفيدي, عبدالرحمن العقل     | الكويت   |
| 1997  | بيت تسكنه سمرة                   | فاطمة حسين          | عبدالعزيز المنصور | مريم الصالح, حياة الفهد, سليمان الياسين       | الكويت   |
| 1997  | إثنان على الطريق                 | مبارك الحشاش        | عبدالله السلمان   | إبراهيم الحربي, باسمة حمادة,أحمد السلمان      | الكويت   |
| 2003  | ناس وناس                         | طارق عثمان          | عبدالعزيز المنصور | محمد المنصور, فخرية خميس, زينب العسكري        | الكويت   |
| 2003  | يوم آخر                          | وداد الكواري        | أحمد المقلة       | عبدالعزيز جاسم, غازي حسين, هدى الخطيب         | قطر      |
| 2003  | قلوب متحجرة                      | خالد أحمد           | محمد دحام الشمري  | حياة الفهد, جاسم النبهان, إبراهيم الزدجالي    | الكويت   |
| 2003  | حتى التجمد                       | حمد بدر             | محمد دحام الشمري  | عبدالمحسن النمر, زينب العسكري, إيمان محمد علي | الكويت   |
| 2005  | غربة مشاعر                       | عبدالعزيز الطوالة   | جابر آل رحمة      | غانم الصالح, زهرة الخرجي, بدرية أحمد          | الكويت   |
| 2005  | رحلة انتظار                      | عبدالعزيز الطوالة   | محمد دحام الشمري  | غازي حسين, جاسم النبهان, عبدالله عبدالعزيز    | الكويت   |
| 2005  | اللقيطة                          | طالب الدوس          | محمد دحام الشمري  | غازي حسين, جاسم النبهان, طيف                  | الكويت   |
| 2010  | ليلة عيد                         | حمد بدر             | حسين أبل          | حياة الفهد, غانم الصالح, أحمد الجسمي          | الكويت   |
| 2010  | ساهر الليل                       | فهد العليوة         | محمد دحام الشمري  | جاسم النبهان, حسين المنصور, هيا عبدالسلام     | الكويت   |
| 2010  | البيت المسكون                    | عبدالعزيز المسلم    | حسين المفيدي      | عبدالرحمن العقل, خالد العبيد, زهرة عرفات      | الكويت   |
| 2011  | قصة هوانا                        | أحمد الفردان        | محمد القفاص       | خالد أمين, أنور أحمد, شيماء سبت               | البحرين  |
| 2011  | خارج الأسوار                     | خالد الحربي         | نور الضوي         | حياة الفهد, أحمد السلمان, سناء بكر يونس       | الكويت   |
| 2011  | الشحرورة                         | فداء الشندويلي      | أحمد شفيق         | إيهاب فهمي, محمد فهيم, كارول سماحة            | مصر      |
| 2011  | الجليب                           | حياة الفهد          | سائد بشير الهواري | حياة الفهد, صلاح الملا, علي السبع             | الكويت   |
| 2011  | الحب المستحيل                    | أحمد الفردان        | محمد القفاص       | غازي حسين, فاطمة عبدالرحيم, سعاد علي          | البحرين  |
| 2012  | نساء من زجاج                     | ندى الظفيري         | برجس العمراني     | مريم الغامدي,أميرة محمد, ريماس منصور          | السعودية |
| 2012  | امرأة تبحث عن المغفرة            | إيمان سلطان         | منير الزعبي       | غانم السليطي, زهرة عرفات, لمياء طارق          | الكويت   |
| 2013  | جار القمر                        | علي الدوحان         | سائد بشير الهواري | إلهام الفضالة, زهرة عرفات, يعقوب عبدالله      | الكويت   |
| 2013  | الملافع                          | سلمان الداود الصباح | حمد النوري        | عبدالرحمن العقل, زهرة عرفات, مشاري البلام     | الكويت   |
| 2014  | لمحات                            | حمد بدر             | حسين أبل          | عبدالرحمن العقل, سعد الفرج, أسمهان توفيق      | الكويت   |
| 2015  | لك يوم                           | محمد النشمي         | أحمد الشطي        | هدى حسين, أحلام حسن, شهاب جوهر                | الكويت   |
| 2016  | جود                              | علي الدوحان         | منير الزعبي       | هدى حسين, هند البلوشي, هبة الدري              | الكويت   |
| 2016  | حريم بو سلطان                    | حمد الشهابي         | نادر الحساوي      | جمال الردهان, مرام, أحمد السلمان              | الكويت   |
| 2016  | بعد النهاية                      | دانة السريع         | عباس اليوسفي      | حسين المنصور, غدير السبتي, جاسم النبهان       | الكويت   |
| 2016  | إلى أبي وأمي مع التحية - الجزء 3 | عواطف البدر         | رمضان علي         | سليمان الياسين, أسمهان توفيق, زهرة عرفات      | الكويت   |
| 2017  | كالوس                            | علي الدوحان         | محمد الطوالة      | زهرة عرفات, عبير أحمد, يعقوب عبدالله          | الكويت   |
| 2017  | ذكريات لا تموت                   | أنفال الدويسان      | منير الزعبي       | إنتصار الشراح, فاطمة الصفي, يعقوب عبدالله     | الكويت   |
| 2017  | إقبال يوم أقبلت                  | حمد الرومي          | منير الزعبي       | هدى حسين, منى شداد, صمود                      | الكويت   |
| 2017  | البرواز                          | عبدالعزيز الحشاش    | حمد البدري        | إنتصار الشراح, فيصل العميري, عبدالله الباروني | الكويت   |
| 2018  | سامحني خطيت                      | سحاب                | عيسى ذياب         | شجون الهاجري, جاسم النبهان, سلمى سالم         | الكويت   |

### من المسرحيات
| العام | اسم المسرحية | الكاتب       | المخرج       | بمشاركة                   | الدولة |
| 1990  | الخفاش       | سالم سلطان   | أحمد الصايغ  | نضال بدر                  | الكويت |
| 2004  | نهاية مخروش  | أحمد جوهر    | بدر محارب    | أحمد جوهر                 | الكويت |
| 2011  | جزيرة الذهب  | أيمن الحبيل  | أحمد التميمي | شعبان عباس, ياسر العماري  | الكويت |
| 2014  | قروب بو خلي  | أيمن الحبيل  | علاء مرسي    | إنتصار الشراح, بدرية طلبة | الكويت |
| 2014  | زار وطار     | ناصر البلوشي | ناصر البلوشي | إنتصار الشراح, شهاب حاجيه | الكويت |
| 2015  | ملكة الظلام  | نجاة حسين    | أحمد الشطي   | هدى حسين, أوس الشطي       | الكويت |
| 2016  | عائلة آدم    | البندر       | يوسف الحشاش  | هدى حسين, عبدالرحمن العقل | الكويت |

### من البرامج
| العام | اسم البرنامج  | المخرج    |
| 2015  | إربح مع جواهر | علي سلطان |

## روابط خارجية
- جواهر على موقع قاعدة بيانات الأفلام العربية